# Esmeralda, Kuba
Esmeralda är en ort i Kuba.   Den ligger i provinsen Provincia de Camagüey, i den östra delen av landet, 500 km öster om huvudstaden Havanna. Esmeralda ligger 37 meter över havet och antalet invånare är 20 274.
Terrängen runt Esmeralda är platt. Runt Esmeralda är det glesbefolkat, med 16 invånare per kvadratkilometer. Det finns inga andra samhällen i närheten. Omgivningarna runt Esmeralda är en mosaik av jordbruksmark och naturlig växtlighet.